# Batalla de Castelló d'Empúries
La batalla de Castelló d'Empúries va ser una emboscada contra un destacament imperial francès al comandament del general Honoré-Charles de Reille durant la guerra del francès.

## Antecedents
Un cop trencat el bloqueig de Barcelona el 17 de desembre de 1808 pel 7é cos d'exèrcit napoleònic del general Laurent Gouvion Saint-Cyr, aquest decidí atacar de nou les tropes espanyoles que es van reagrupar en l'anomenada línia del Llobregat, i els espanyols foren derrotats a la Batalla de Molins de Rei.
El general Luis Rebolledo de Palafox y Melci, marquès de Lazán, que va seguir als francesos fins a Hostalric, va rebre ordres de tornar a Girona, encara en mans espanyoles, i sabent que hi havia pocs enemics l'Empordà es decidí a atacar Castelló d'Empúries, on només hi havia un batalló del general Honoré-Charles de Reille amb 200 o 300 homes, i després atacar Roses.

## Batalla
El marquès de Lazán va sortir el 27 de desembre de Girona amb les seves tropes i part de la guarnició, i després d'haver dut la seva força al llarg del marge dret del Fluvià va establir la seva caserna general a L'Armentera, i atès que les males carreteres van impedir un atac nocturn, va atacar a primera hora del matí del 28 de desembre, obligant a la retirada dels francesos de la serralada. i retirar-se en combat de manera disciplinada cap a Roses i Figueres, però els caçadors de Joan Pau Clarós (Juan Clarós), avantguarda de la divisió del general Mariano Álvarez de Castro, van encerclar-los pel seu camí de retirada i van establir una posició en un bosc al costat de la carretera principal, preparats per bloquejar el pas del francès. Atrapats, els francesos van ser derrotats i només van escapar il·lesos 80 homes, i 90 es van rendir, i Lazán va ocupar Castelló l'1 de gener.
Quan Honoré-Charles de Reille, establert a Figueres, es va assabentar l'endemà de la derrota dels seus homes, es va posar en marxa contra els espanyols amb 4.000 soldats d'infanteria, 150 de cavalleria, 4 canons i dos obusos, amb l'objectiu de tallar les seves comunicacions amb Girona. Malgrat el ràpid moviment, Reille va ser incapaç d'aconseguir la sorpresa, i Lazán esperava amb els seus homes sòlidament atrinxerats a Castelló, i en veure els seus atacs rebutjats a tota la línia i sense prendre el pont, després de sis hores de batalla, Reille va decidir no atacar i retirar-se a Figueres, i Lazán va tornar a Girona seguit per la cavalleria i infanteria lleugera francesa sense ser molestat.

## Conseqüències
El 2 de maig de 1809, l'exèrcit francès liderat pel general Laurent Gouvion Saint-Cyr inicià el setge de la plaça militar de Girona, i finalment caigué l'11 de desembre del 1809.

## Commemoracions
Ferran VII d'Espanya va concedir una medalla commemorativa que distingia els participants en la batalla.